# Exclusió social de la dona gitana
L'exclusió social està vinculada a la pobresa. És un fenomen multifactorial, generat per una gran diversitat de causes que poden debilitar persones i col·lectius. Quan en un mateix grup o individu apareixen més d'un d'aquests factors, s'incrementa el risc d'exclusió. Una altra definició seria «L'exclusió social pot ser entesa com una acumulació de processos amb ruptures successives que, arrancant el cor de l'economia, la política i la societat, van allunyant-se i inferioritzant a persones, grups, comunitats i territoris respecte als centres de poder, els recursos i els valors dominants».
Quan parlem d'exclusió social fem referència a una persona que no se situa dins els cercles majoritaris i dominants. L'exclusió social és la suma d'exclusió residencial, educativa, sanitària... Actualment, dos terços de la població gitana viuen per sota del llindar de la pobresa i més d'un terç està en situació d'exclusió greu.
L'habitatge és un element central en la vida de les persones, és un dret fonamental que consolida tota la resta. La comunitat gitana el defineixen com un lloc on desenvolupen la seva vida privada, aprenen a relacionar-se, estructuren la seva personalitat, se socialitzen... Per tant, les seves cases no tenen un sentit únicament funcional, sinó que tenen un component social molt important per les seves vides. Hi ha una relació estreta entre l'exclusió residencial i la social, perquè la manca d'habitatge en situacions extremes genera un procés de desvinculació social.
L'exclusió residencial no es pot explicar únicament per motius de privació i accessibilitat econòmica sinó que aquí se li suma l'habitabilitat i la inestabilitat. Un altre criteri que cal entendre davant de l'aspecte del qual parlem és el de la normalització, entesa com l'accés de la població als nostres sistemes de protecció social, de sanitat i d'educació, en igualtat de condicions. És primordial que tota intervenció social i educativa que es desenvolupi davant de població en exclusió social i residencial, no utilitzi les formes paternalistes que van causar la dependència de la població. S'hauria d'intervenir de tal manera que les famílies afectades augmentin la seva capacitat d'autonomia i generin canvis per si mateixes.

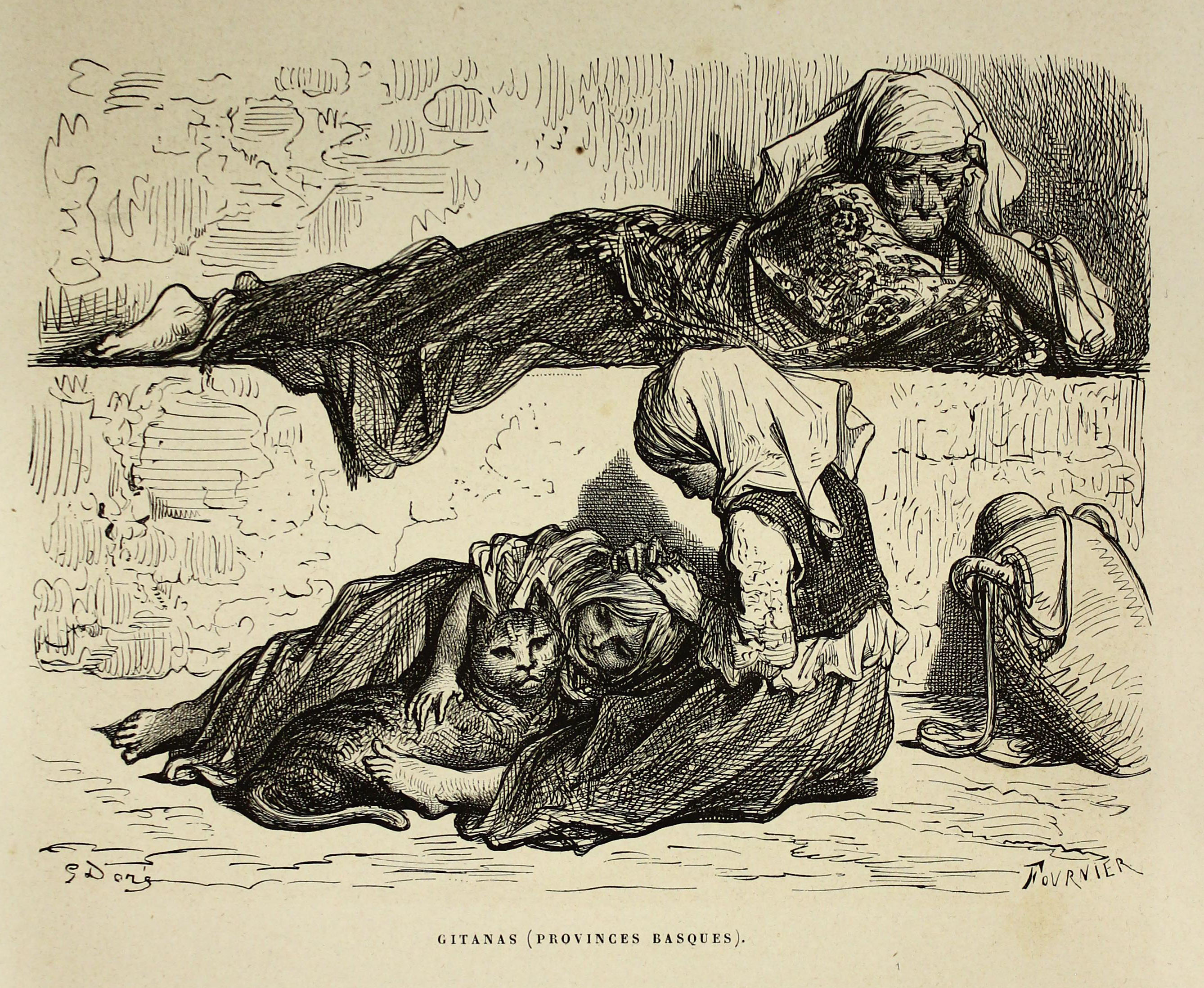
Gitanas (provinces basques)

Per tant, de cara al futur hi ha una sèrie de reptes a aconseguir, alguns a terminis més llargs que d'altres. Per exemple, l'educació, l'ocupació, l'habitatge i l'acompanyament social són els pilars d'un procés a llarg termini. Cal començar a desenvolupar noves estratègies per aturar els efectes i l'impacte que pot tenir l'exclusió social a la vida dels ciutadans més desfavorits, entre ells la comunitat gitana. Per altra banda, també existeix un petit percentatge de famílies que no acaben d'encaixar en els contexts normalitzats. En aquests casos, la seva situació d'exclusió social s'ha consolidat de tal manera que només es pot treballar per la inclusió de les següents generacions. Per això, cal repensar models de treball que siguin inclusius i normalitzadors. Això només es pot aconseguir amb una sensibilització especial de la població i, sobretot, amb una actitud molt democràtica per part dels polítics, que haurien d'evitar les acusacions xenòfobes.